# 메르세데스-벤츠 SLR 맥라렌

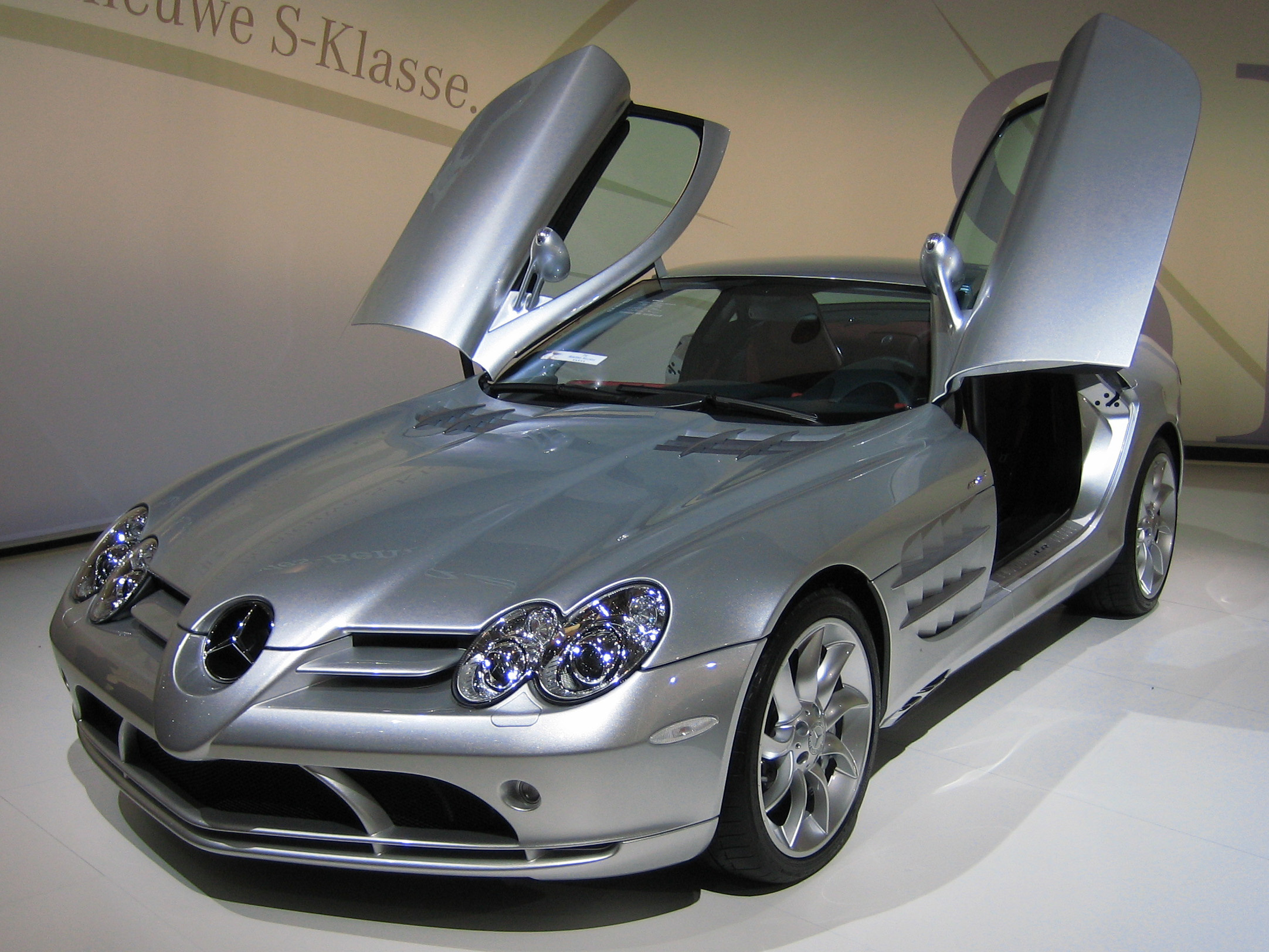

SLR 맥라렌(SLR McLaren)은 독일과 미국의 자동차 제조사 다임러 크라이슬러(현 독일 다임러)사가 메르세데스 벤츠 브랜드로 내세우는 슈퍼카이다.
SLR맥라렌은 모터 스포츠의 최고봉, F1에서 합작하는 메르세데스 벤츠와 맥라렌이 만든 슈퍼카이다. "SLR"이라는 이름은 1955년에 활약한 300SLR에 관련된 것이다. 2003년에 출시되었으며, 버터플라이도어와 돌출된 앞부분 및 디테일이 특징이다.
메르세데스 벤츠 차이면서 영국 맥라렌의 전문 공장에서 수공 제조에 의해 생산되었다.
2010년에 단종되었고, 후속 차종인 SLS AMG로 대체되었다.

## 같이 보기
- 메르세데스-벤츠 SLS AMG